# Agustín Leonardo de Argensola
Fra Agustín Leonardo de Argensola, O. de M. (ca. 1580-ca. 1640) va ser un religiós i pintor espanyol.
Segons Antonio Palomino era nascut a Madrid, altres opinions a València i a Tarassona, a l'Aragó. Religiós mercedari calçat, sacerdot i predicador de molta fama. Va exercir com a pintor i va destacar en els retrats al natural i en els quadres de temàtica històrica. El 1620 es va instal·lar en el convent valencià de la Mare de Déu del Puig, la sagristia del qual va decorar amb quatre escenes de la història de l'orde. El general del seu orde, fra Gaspar Prieto, electe el 1622, va manar Leonardo venir del convent del Puig per realitzar obres pictòriques als convents de Madrid i Toledo, al darrer va fer l'obra El milagro de los panes y los peces. Segons Palomino va signar La aparición de la Virgen a San Ramón i Los caballeros pierden el pleito ante su Santidad. A més va pintar retrats, com el del cronista reial Don Gabriel Bocángel, i va fer la portada del llibre Conservación de monarquías, discursos políticos de don Pedro Fernández Navarrete, imprès l'any 1626. Va deixar obres a València i altres indrets, com Saragossa i Barcelona, segons Miñano.
Segons Álvarez, va morir a Madrid el 1640 amb uns seixanta anys, mentre que la fitxa del Museu del Prado el fa morir a Barcelona el 1641.